# Gnomonia alpina
Gnomonia alpina är en svampart som beskrevs av Georg Winter. Gnomonia alpina ingår i släktet Gnomonia och familjen Gnomoniaceae.   Inga underarter finns listade i Catalogue of Life.